# Lorenzo Woodrose
Lorenzo "Guf" Woodrose (født Uffe Lorenzen d. 1. juli 1971) er en dansk musiker, der er kendt som frontmand i bandene Spids Nøgenhat og Baby Woodrose. I sit solo-arbejde har sangeren droppet sit kunstnernavn og udgivet musik i sit eget navn, Uffe Lorenzen.
Han dannede Spids Nøgenhat i 1998, men bandet stoppede igen i 2001. Herefter dannede han Baby Woodrose, og udgav adskillige albums. Han har også været en del af gruppen On Trial indtil 2003, hvor han spillede trommer. I 2009 blev Spids Nøgenhat genoplivet.
Seneste udgivelser fra Uffe Lorentzen er i bandet Lydsyn - dannet under Covid 19 pandemien. Pladen hedder "Kat Ser Kat" fra juni 2021.

## Diskografi
Solo
- Galmandsværk (2017)
- Triprapport (2019)
- Magisk Realisme (2022)

Med Lydsyn
- Kat Ser Kat (2021)

Med Spids Nøgenhat
- 2001 En Mærkelig Kop Te
- 2012 De Sidste Her På Jorden - Live Fra Roskilde Festivalen 2011
- 2013 Kommer Med Fred

Med Baby Woodrose
- Blows Your Mind! (2001)
- Money For Soul (2003)
- Live At Gutter Island (2003)
- Dropout! (2004)
- Love Comes Down (2006)
- Chasing Rainbows (2007)
- Baby Woodrose (2009)
- Mindblowing Seeds and Disconnected Flowers (2011)
- Third Eye Surgery (2012)
- Kicking Ass & Taking Names (opsamlingsalbum) (2014)
- Freedom (2016)